# 矮人要塞
《矮人要塞》（全名“亞莫之奴：神與血第二章：矮人要塞”）是兼有經營模擬和roguelike特徵的獨立製作遊戲。遊戲為免費軟體，在2002年開始開發，2006年alpha版釋出，之後每隔2~3年有較大的更新。製作人是塔恩·亞當斯和札克·亞當斯兄弟，兩人只靠玩家的捐款過活。遊戲用特定演算法隨機產生奇幻世界，玩家控制一群矮人建立一個地底要塞，或是控制一個人物在這個世界中遊蕩。評論家對遊戲的極端複雜度和衍生玩法給予正面評價，但對其難度反應不一。此遊戲是我的世界的重要靈感來源，並在2012年被選入紐約現代藝術博物館的電玩史展出。
遊戲使用延伸ASCII圖象作為介面，但玩家可以用簡單的圖案取代之。遊戲是開放的，沒有特定目的。在開始玩之前，程式會先必須產生一個有海洋、陸地、氣候、生物相、歷史、人物的地圖。要塞模式讓玩家在地圖上找一個地點建立要塞，對抗自然環境和敵人，創造財富，並照顧矮人的食衣住行育樂。每個矮人有自己的個性、宗教、性向、體質、偏好、和工作技能。冒險模式是回合制的roguelike角色扮演遊戲，玩家在這個世界中自由探索、交易、接受任務，甚至可以去參觀要塞。戰鬥過程包括解剖學細節，可以刺穿各個內臟、挫傷脂肪、割斷血管造成失血、或砍斷四肢。
在矮人要塞之前，塔恩·亞當斯做的是「亞莫之奴：神與血」，是一個等角立體的遊戲。到2004年，遊戲太難維持，亞當斯把重心轉到矮人要塞。亞當斯稱矮人要塞是他的畢生事業，並在2011年說遊戲的1.0版可能要再過20年才會完成，而且就算到那時候他也會繼續開發。矮人要塞有一群小眾支持者和活躍的網路社群。因為遊戲沒有最終目標，幾乎每一場遊戲最後都會滅亡，所以社群中有個非官方的口號：輸了才好玩（losing is fun）。
2019年為了酬醫療費，官方推出了一個有圖裝的版本在Steam上販售。

## 遊戲內容
遊戲背景是一個有魔法和怪物的奇幻世界。遊戲發生在一個用演算法產生的世界，玩家可以經營一個由矮人居住的要塞，或是控制單一人物在這個世界中遊盪。

### 產生世界
玩矮人要塞的第一步是產生一個用來進行遊戲的世界。一個世界一次只能進行一場遊戲。
玩家可以設定世界的大小、蠻荒程度、礦物豐富度、歷史長度等參數。程式用隨機中點位移法（midpoint displacement algorithm）產生三維地形（包括地下洞窟和上百種礦石的分佈）及各地的雨量，然後依此模擬河流、瀑布和湖泊、以及侵蝕作用。河流和地下水接近海邊時，還要考慮鹽度。接下來程式考量的是季風、地形雨等更複雜的氣候現象，調整各地的雨量。再來，依據緯度和更多亂數及碎形，各地圖有了氣溫，並隨機分為善良、中性或邪惡，有了氣候和善惡之後，就可以依此區分為不同的生態群落（biome），並填入動植物相：善良的溫帶草原會有獨角獸、鴿子、蘋果樹和野草苺，邪惡的熱帶沼澤會有鳥妖、老虎、莎草和紅樹林。再來各地會產生人類、精靈、矮人、或哥布林的文明。河流和群落會被隨機取名，用的是系統預先存好的人類、精靈、矮人或哥布林語字典。電腦接著會模擬文明的歷史，包括國家領土和宗教的勢力的範團、糧食產量、人口、人物的生死和互動、各種物品的製作和轉手、城市的建立、外交和戰爭等等。

### 要塞模式
要塞模式是最主要的模式，玩家指揮一支由7個矮人組成的小隊，要在剛產生的地圖上選一個地點建立要塞。這7個矮人必須先挖出一個洞穴供棲身，然後一邊在外砍樹、採集食物、打獵，一邊在洞穴裡造床給大家睡、料理食物、釀酒、製造桶子來裝食物。挖洞穴產生的各種石頭有的可以用來蓋工作坊以進行上述工作、或是製造門來分隔房間、或是做成衣櫃等家具給每個房間用，有的是金屬礦石可以在熔爐熔成金條、鐵條、鋁條，或甚至青銅和鋼等合金，做成金幣、鐵門、鋁鍊、青銅雕像和鋼刀等器具，但是要能用熔爐之前，要先把一些砍來的木頭燒成木炭當作燃料，或是先挖到岩漿以便用地熱取代燃料，另外如果挖到的是寶石，在切割研磨後可以鑲嵌在前面製作的家具和工具上。

### 冒險模式
冒險模式是roguelike的角色扮演遊戲。

## 開發
遊戲最初的版本在2006年釋出，持續開發至今。遊戲全部由塔恩·亞當斯和他的弟弟開發。兩人靠玩家的捐款生活。
亞當斯曾表示這是個永遠開發不完的遊戲，他永遠會有新的東西想要加入。

## 評價
矮人要塞因為複雜的細節、自動產生的世界、開放世界（open world）、應變式遊戲（emergent gameplay）、困難的介面而受到矚目。有人將矮人要塞和模擬城市、模擬人生、Dungeon Keeper和NetHack等遊戲並列比較。
純文字的界面是遊戲難以上手的原因之一，但也強迫玩家必須靠自己的想像，而使遊戲更吸引人。

## 影響
矮人要塞影響了我的世界，有些評論者認為我的世界是界面比較友善的矮人要塞。亞當斯表示他很感激我的世界的開發者有提到他的遊戲，而吸引更多玩家接觸。魔獸世界中有出現向矮人要塞致敬的內容。
2013年3月，紐約現代藝術博物館展出了矮人要塞。館長表示他對遊戲的漂亮的美感和難以置信的複雜度感到驚奇。
FTL:超光速（FTL: Faster Than Light）和發條帝國（Clockwork Empires）等遊戲都受到矮人要塞的啟發。

## 外部連結
- 官方网站